# Stenderup (Gelting)
Stenderup ist ein Ortsteil der Gemeinde Gelting im Kreis Schleswig-Flensburg in Schleswig-Holstein.

## Geographie
Seine höchste Erhebung beträgt 16,5 Meter über Normalhöhennull (NHN) und liegt nördlich der des Gehöftes Hausnummer Stenderup 32, der niedrigste an den Klärteichen östlich der Meiereistraße mit 7 Meter über NHN.

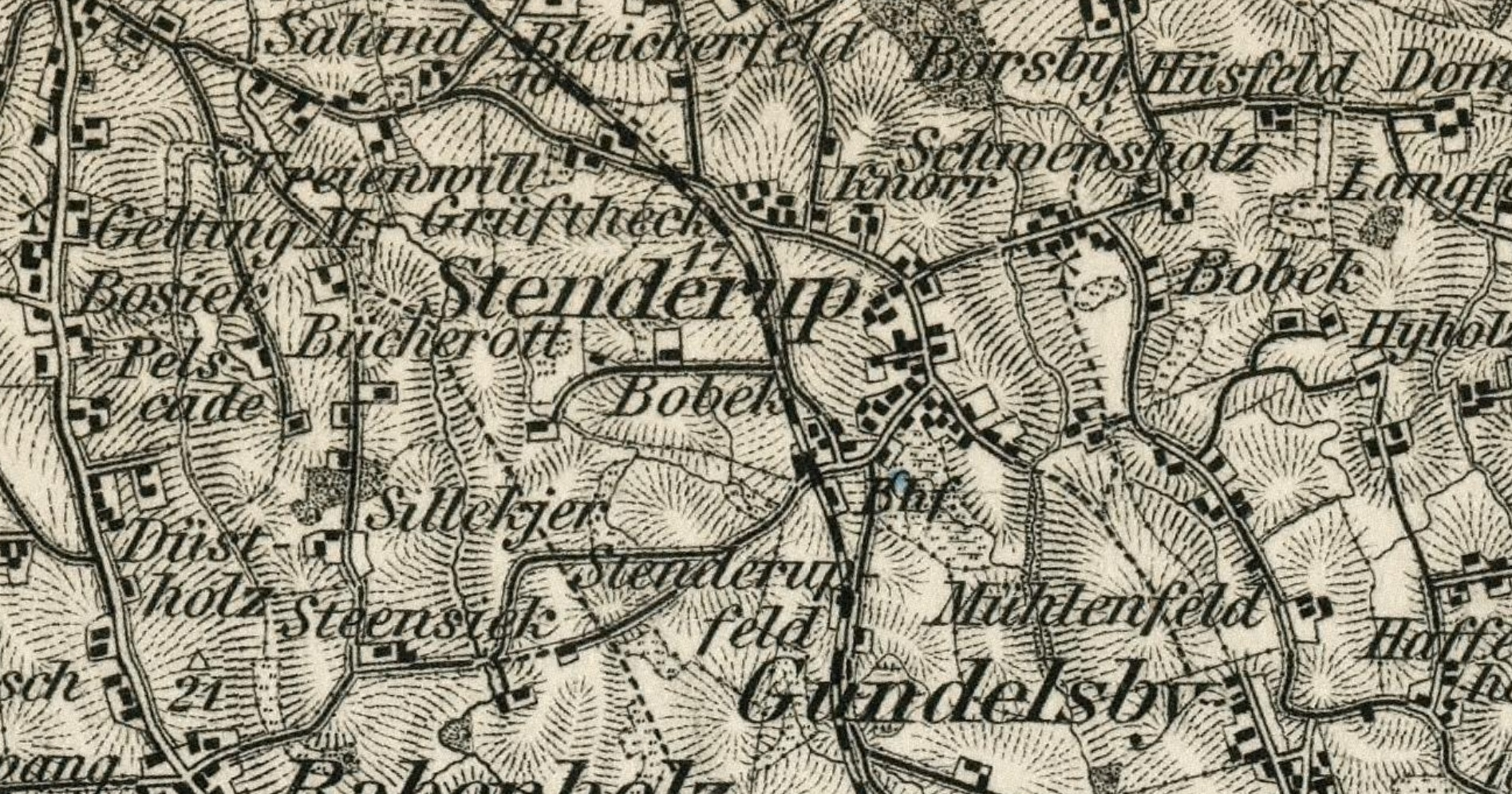
Stenderup mit Kreisbahnhof und offen fließender Stenderuper Au um 1893

Der Ortskern von Stenderup liegt nur 300 Meter von der östlich verlaufenden Bundesstraße B 199 entfernt. Bereits im Jahre 1886 bestand mit der Flensburger Kreisbahn eine Eisenbahnverbindung nach Flensburg und Kappeln mit einem Bahnhof in der Ortsmitte von Stenderup, siehe auch Bild 1. Am 10. August 1952 wurde die Strecke Gelting bis Kappeln der Flensburger Kreisbahn stillgelegt und damit auch der Bahnhof in Stenderup.
Die nach dem Ort benannte Stenderuper Au ist in Stenderup nicht mehr zu sehen. Sie verläuft von 0,5 Kilometer südlich der Klärteiche bis 300 Meter nördlich der B 199 unterirdisch in einem Rohr mit einem Meter Durchmesser. Im Osten bildet die verrohrte Strecke der Bobeck die Grenze zur Gemarkung Gundelsby.
Stenderup hat rund 800 Einwohner. In der Nähe befindet sich die Mündung der Schlei. Haupterwerbszweig ist der Tourismus mit Ferienhäusern und einem Reiterhof. Das Dorf liegt zwischen dem vier Kilometer entfernten Strand der Ostsee und Kappeln. Bis 1938 betrug die Fläche 320 ha und danach 335 ha.

## Geschichte
Der Ortsname ist erstmals 1409 schriftlich dokumentiert. Der Name ist im dänischen und südschleswigschen Raum weit verbreitet. Der erste Namensbestandteil leitet sich von dän. sten ab, der Name beschreibt somit ein Dorf in oder bei einem steinigen Gelände.
1519 gehörte das Dorf mit 12 Stellen zum Gut Gelting, 1853 kam es zur neugeschaffenen Kappeler Harde. Nach dem Deutsch-Dänischen Krieg kam die Gemeinde 1871 zu dem auf Grundlage des früheren Amtes Flensburg geschaffenen Kreis Flensburg. 1970 wurde das Dorf nach Gelting eingemeindet. Zur damaligen Gemeinde gehörten auch die Wohnplätze Christiandfeld, Grüftheck (Grøftled), Grütlingsfeld (teilw.), Güholz (Gyholt bzw. Gydeholt), Knorr (Knor), Stenderupfeld (Stenderupmark) und Voßmühle. Im Dorf finden sich Angeliter Dreiseithöfe.
Die Gemeinde zählte 1871 226 Einwohner mit 36 Wohngebäuden, 1970 vor der Eingliederung nach Gelting 273 Einwohner mit einer Gesamt-Fläche von 335 ha. Die Anzahl schwankte bis 1970 zwischen 200 und über 400 im Jahr 1946 nach dem Kriegsende.
Zu den Sehenswürdigkeiten gehört das Alte Schusterhaus, heute ein Ferienhaus.

## Persönlichkeiten
- Horst Dietrich (1935–2014), Maler und Gründer des Kultur- und Kommunikationszentrums Fabrik, verstarb in Stenderup

## Belege
1. 1 2 3 4  Die Bevölkerung der Gemeinden in Schleswig-Holstein 1867–1970 (Historisches Gemeindeverzeichnis) Seite 56–57 statistischebibliothek.de
2. ↑  Gemeinde Gelting - Historie. In: Netzseite der Gemeinde Gelting. Gemeinde Gelting, abgerufen am 1. Mai 2023: „Im Jahre 1970 folgt die Eingliederung von Stenderup“
3. ↑  Höchster Punkt im Geltinger Ortsteil Stenderup. In: DigitalerAtlasNord. Landesamt für Vermessung und Geoinformation Schleswig-Holstein, abgerufen am 1. Mai 2023.
4. ↑  Niedrigster Punkt im Geltinger Ortsteil Stenderup. In: DigitalerAtlasNord. Landesamt für Vermessung und Geoinformation Schleswig-Holstein, abgerufen am 1. Mai 2023.
5. ↑  Gewässersystem der Stenderuper Au. Amtliches Wasserwirtschaftliches Gewässerverzeichnis. In: DigitalerAtlasNord. Landesamt für Vermessung und Geoinformation Schleswig-Holstein, abgerufen am 1. Mai 2023.
6. ↑  Berthold Hamer: Topographie der Landschaft Angeln. Band 2, Husum 1995, S. 298
7. ↑  Kristian Hald: Sydslesvigs stednavne, Bd. 7, København 1979–1984. S. 434
8. ↑  Wolfgang Laur: Historisches Ortsnamenlexikon von Schleswig-Holstein, 2. Auflage, Neumünster 1992, S. 620
9. ↑  Berthold Hamer: Topographie der Landschaft Angeln. Band 2, Husum 1995, S. 298
10. ↑  Kristian Hald: Sydslesvigs stednavne. Bd. 7.1, København 1948, S. 456 ff.
11. ↑  Berthold Hamer: Topographie der Landschaft Angeln. Band 2, Husum 1995, S. 298